# Rio Ciriquiri
Rio Ciriquiri är en flod i Brasilien   belägen i delstaten Amazonas, i den västra delen av landet, 2 100 km väster om huvudstaden Brasília.
I omgivningen kring Rio Ciriquiri växer huvudsakligen städsegrön lövskog och området  kring floden är nära nog obefolkat, med mindre än två invånare per kvadratkilometer.